# Divisió Extremadura
La Divisió «Extremadura» —o Divisió «E»— va ser una unitat de l'Exèrcit Popular de la República que va existir durant la Guerra Civil espanyola.

## Historial
La unitat va ser creada al febrer de 1938 per una ordre de l'Estat Major republicà, amb l'objectiu de disposar de noves forces davant una nova ofensiva franquista. Segons aquesta ordre els exèrcits d'Extremadura, Andalusia i Llevant havien de constituir cadascun una nova divisió a partir de forces de reserva. A Extremadura la 36a Divisió va cedir dues de les seves brigades mixtes —la 62a i la 104a— perquè servissin de base a la nova divisió. La unitat va quedar sota el comandament del tinent coronel Aldo Morandi.
Després de l'inici de l'ofensiva franquista en el front d'Aragó, la divisió va marxar cap al sector amenaçat. No obstant això, després de la seva arribada a la zona les brigades es van dispersar, quedant situades al nord del riu Ebre. Al començament d'abril la divisió es trobava en el front de Llevant, adscrita al XXII Cos d'Exèrcit i formada per les brigades 73a i CXXIX (Internacional). Amb posterioritat agruparia les brigades mixtes 6a, 83a i 116a, integrat en el XXI Cos d'Exèrcit. Durant els següents mesos la divisió va participar activament en la campanya de Llevant, durant la qual la unitat va tenir un paper rellevant. El 4 de maig va haver de fer front al gruix de l'ofensiva encapçalada per les forces del general Rafael García Valiño, sofrint un fort desgast; el dia 11 va haver de ser rellevada per la 14a Divisió.
L'11 de maig va ser agregada a l'Agrupació «Toral» al costat de la 70a Divisió, sent reorganitzada. Per a llavors el comandament de la divisió l'ostentava el major de milícies Vicente Castelló. El 8 de juny la divisió «Extremadura» va perdre Atzeneta del Maestrat, un estratègic nus de comunicacions, davant les forces del general García Valiño, sofrint a més un fort desgast. Després de ser retirada del front i sotmesa a una reorganització, passaria a integrar-se novament en el XXII Cos d'Exèrcit.
Posteriorment, la divisió seria dissolta i els seus efectius repartits entre altres unitats.